# Alerón

Funcionamiento de los alerones en un avión.

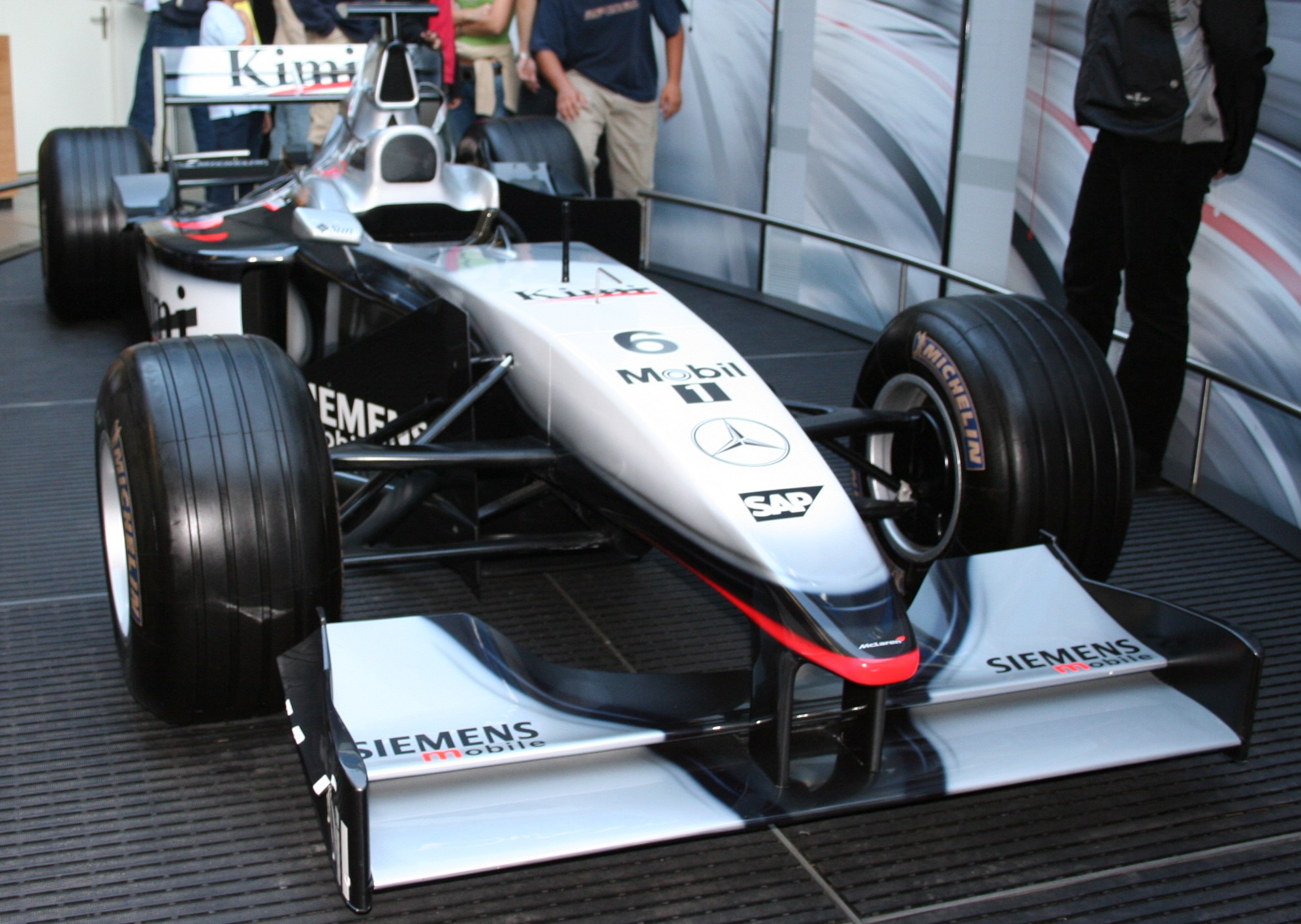
Alerón delantero de un auto de Fórmula 1.

Los alerones, en el campo de la aeronáutica, son unas superficies de mando y control que se encuentran en los extremos de las alas de los aviones y su misión es llevar a cabo los virajes del avión a ambos lados a través de un movimiento de alabeo.
Estos alerones, junto con el timón de profundidad, están controlados a través de los "cuernos" que es como el volante de un coche y que se denominan así por su forma de cuernos. En los aviones de la casa Airbus, estas superficies de mando y control (alerones, timón de profundidad y timón de dirección) se controlan a través de una palanca vertical. Para virar la aeronave, el piloto pisa el pedal correspondiente al mismo tiempo que gira el yugo o cuerno y así se logra un movimiento coordinado y evitar maniobras riesgosas.
En autos de competición, un alerón se dispone invertido respecto de los aviones de tal manera que en vez de empujar el vehículo hacia arriba lo hace hacia abajo. La finalidad de esto es aumentar la fuerza normal que ejerce el piso sobre el auto; de esta manera se aumenta la fricción entre los neumáticos y la pista y, en consecuencia, aumenta el agarre y tracción del auto, y en consecuencia la velocidad final del mismo. En autos de producción en serie, se considera a Nissan como el inventor de esta pieza, cuando en 1969 creó una de material plástico para el modelo 240Z, de su filial Datsun. Un año más tarde, este elemento apareció por primera vez en un modelo de producción europea, el Opel Commodore A GS/E.

## Principio de funcionamiento
El alerón está diseñado con una cara recta y una cara curva, o con ambas caras curvas pero con una de ellas de mayor desarrollo o longitud, de modo que el aire que pase por la curva lo tenga que hacer más rápido que el de la cara recta. Esto, de acuerdo con el principio de Bernoulli, genera una caída de presión en la cara curva y, en consecuencia, una fuerza debida a la succión. La idea detrás del alabeo es provocar una asimetría de sustentación en ambas alas de la aeronave. Esto induciría a que una ascienda (gana sustentación) y la otra descienda (pierde sustentación). Al deflectar los alerones hacia arriba o hacia abajo se logra este efecto.

## Tipos de alerones

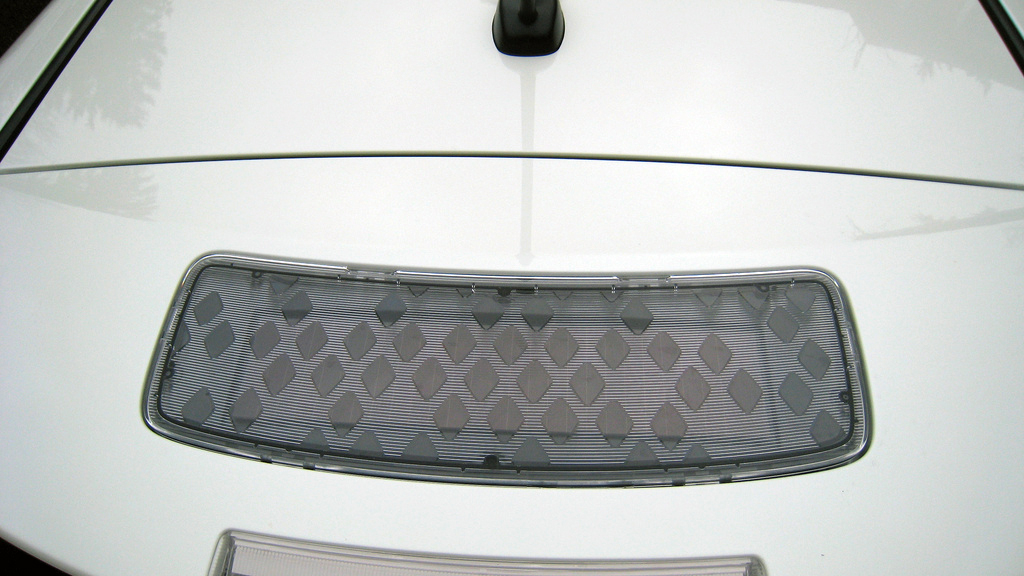
Alerón trasero en el Nissan Leaf con células fotovoltaicas para recargar la batería de 12 Voltios.

En aviones de vuelo subsónico alto, se utilizan para el control longitudinal en vuelo dos tipos diferentes de alerones: los de alta velocidad y los de baja velocidad. La razón de la diferenciación proviene de una aplicación básica de física: los momentos de fuerza. Cuanto más alejado del eje longitudinal sea aplicada la fuerza, mayor será la intensidad del mismo. Por lo tanto, a velocidades muy altas se desactivan los alerones ubicados en las puntas de las alas, con lo cual se logra que los movimientos de la aeronave sean más suaves. Cuando la velocidad se reduce lo suficiente se reactivan nuevamente los de las puntas para tener un control efectivo de toda la superficie alar.